# Президентские выборы во Франции (2007)
Выборы президента Французской республики проходили в 2007 году, как и во всех предыдущих случаях в истории Пятой республики, в два тура.
Первый тур состоялся 22 апреля 2007 года при исключительно высокой явке (84 %) и принёс лидерство двум кандидатам — Николя Саркози (Союз за народное движение, 31,11 %) и Сеголен Руаяль (Социалистическая партия Франции, 25,84 %). Впервые во второй тур президентских выборов во Франции выходит женщина; кроме того, во второй тур возвращаются социалисты (сенсационно уступившие его на выборах 2002 года Ле Пену).
В этих выборах принимал участие также и сам Ле Пен (11 %, четвёртое место), а также занявший третье место либерал-центрист Франсуа Байру (18 %), значительно улучшивший результат сравнительно с выборами 2002 г. Остальные 8 кандидатов (включая неоднократно баллотировавшуюся троцкистку Арлетт Лагийе, известного фермера-антиглобалиста Жозе Бове и др.) получили незначительное количество голосов.
Второй тур состоялся 6 мая при ещё более высокой явке (вопреки прогнозам, предсказывавшим её снижение) и принёс победу Николя Саркози (53,06 %), соответственно Руаяль набрала 46,94 %.
Новый президент республики Николя Саркози вступил в должность 16 мая (истечение полномочий Жака Ширака).

## Официальные даты

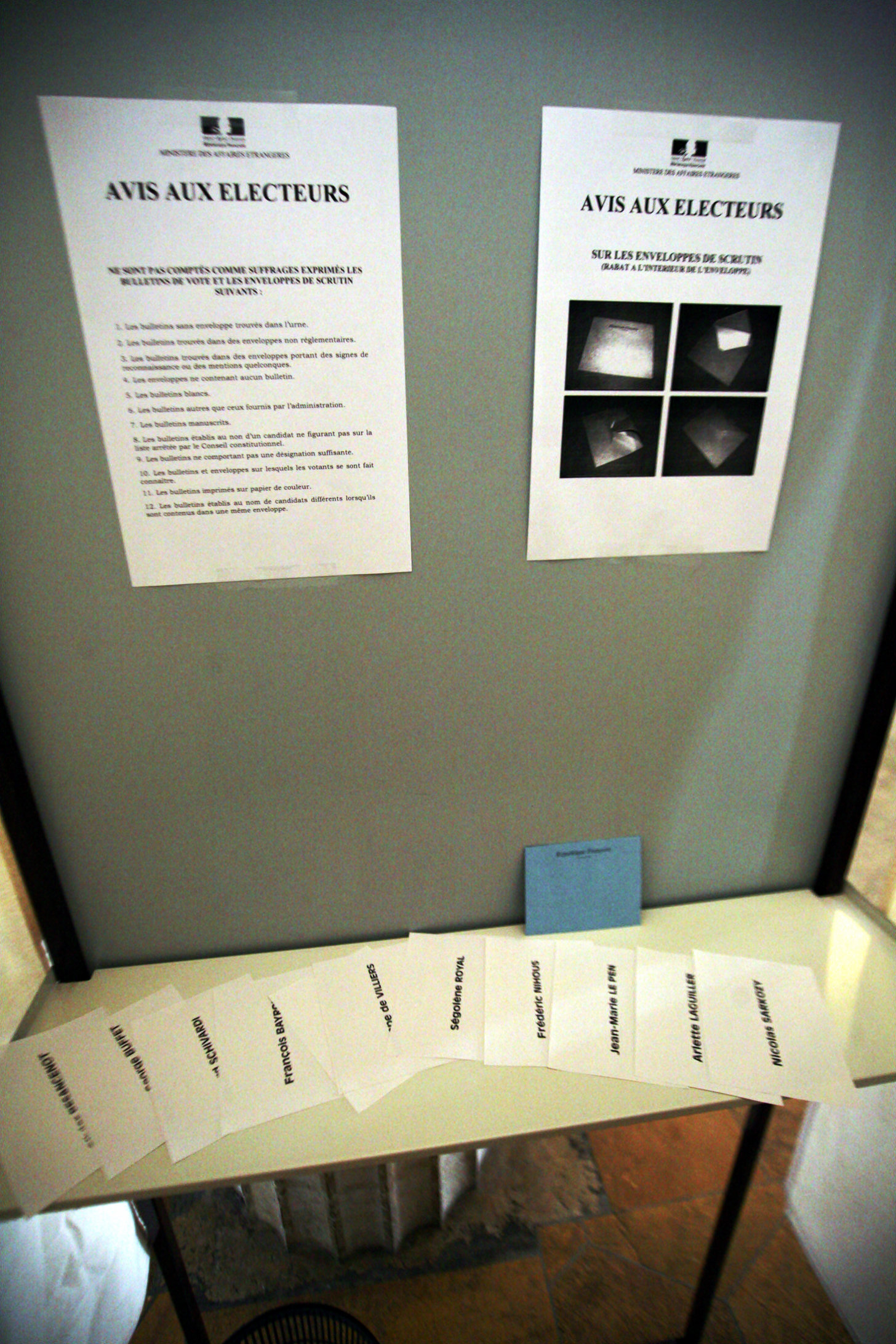
Кабинка для голосования

Даты выборов были установлены декретом и доведены до сведения министром внутренних дел на Совете министров 24 октября 2006 года.

- воскресенье 22 апреля : первый тур.
- воскресенье 6 мая : второй тур.

Впервые на президентских выборах (ранее это было использовано на референдуме по европейской Конституции в 2005) граждане, голосующие в заморских департаментах, общинах и территориях (всего 821 600 зарегистрированных избирателей), расположенных западнее метрополии, смогут проголосовать за день до официальной даты. Это включает следующие территории: Гваделупа, Французская Гвиана, Мартиника, Сен-Пьер и Микелон, Французская Полинезия, а также посольства и консулаты на американском континенте. Данные этих голосований были обнародованы только в 20:00 по парижскому времени, когда были закрыты избирательные участки по всей метрополии. Таким образом, в упомянутых территориях выборы проводились в субботу: первый тур — 21 апреля, второй тур — 5 мая. Первыми смогли проголосовать жители Сен-Пьер и Микелона. Последними были закрыты участки на островах Зелёного Мыса.

## Первый тур

### Основные кандидаты

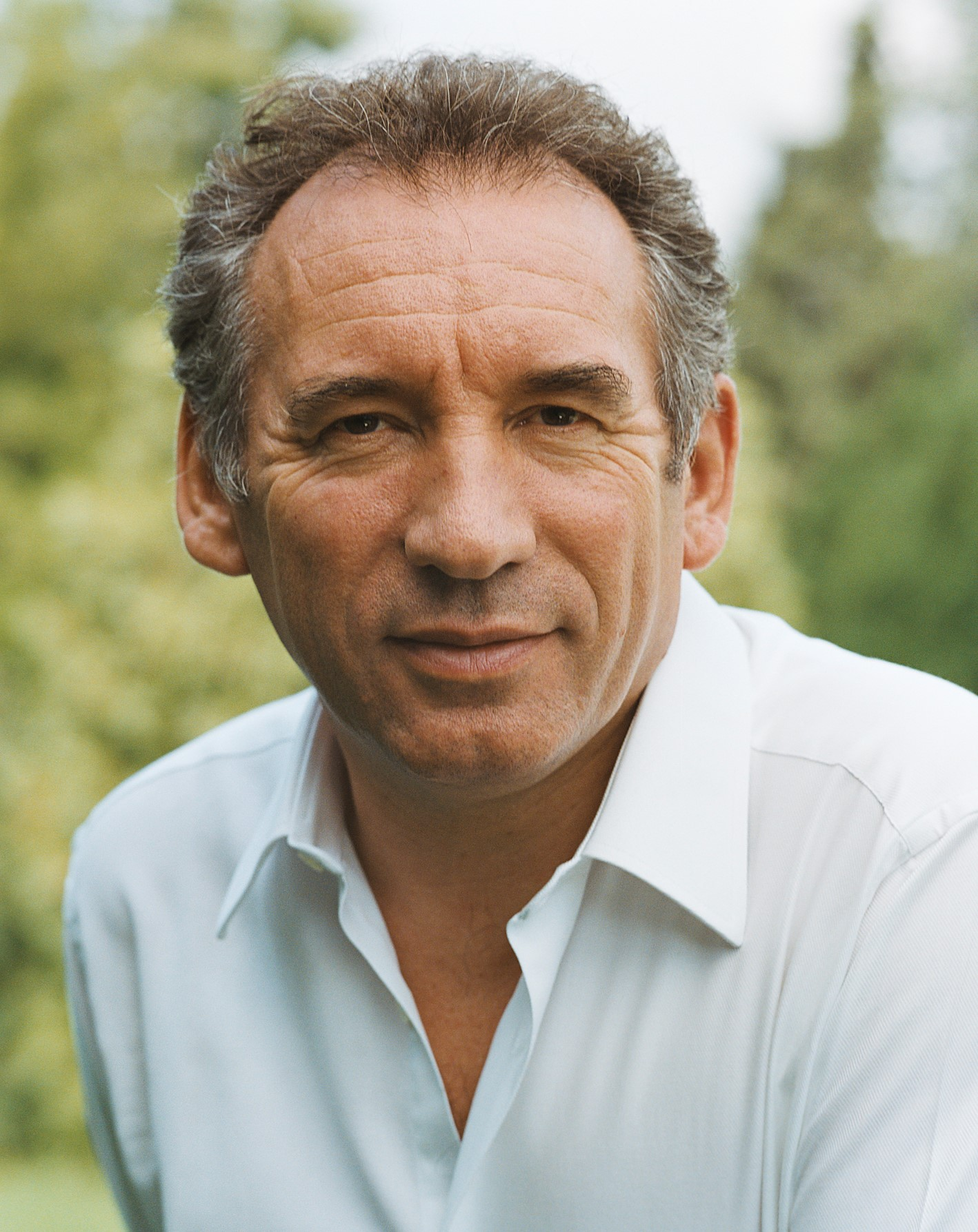
Франсуа Байру, Союз за французскую демократию
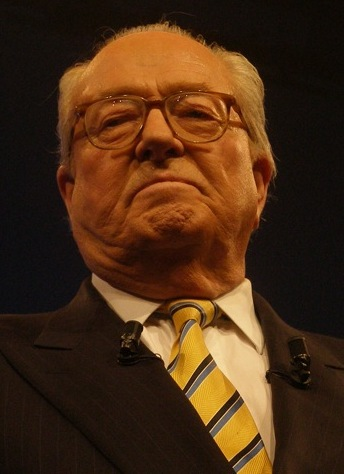
Жан-Мари Ле Пен, Национальный фронт
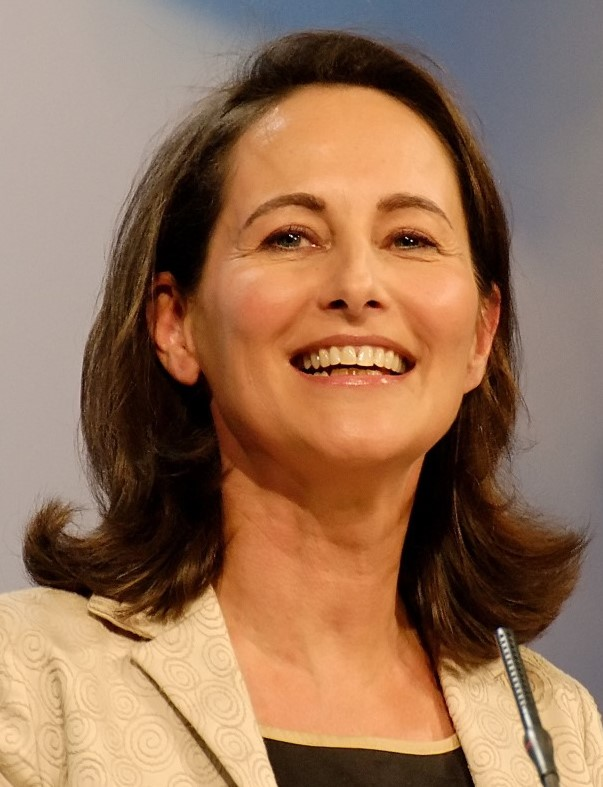
Сеголен Руаяль, Социалистическая партия
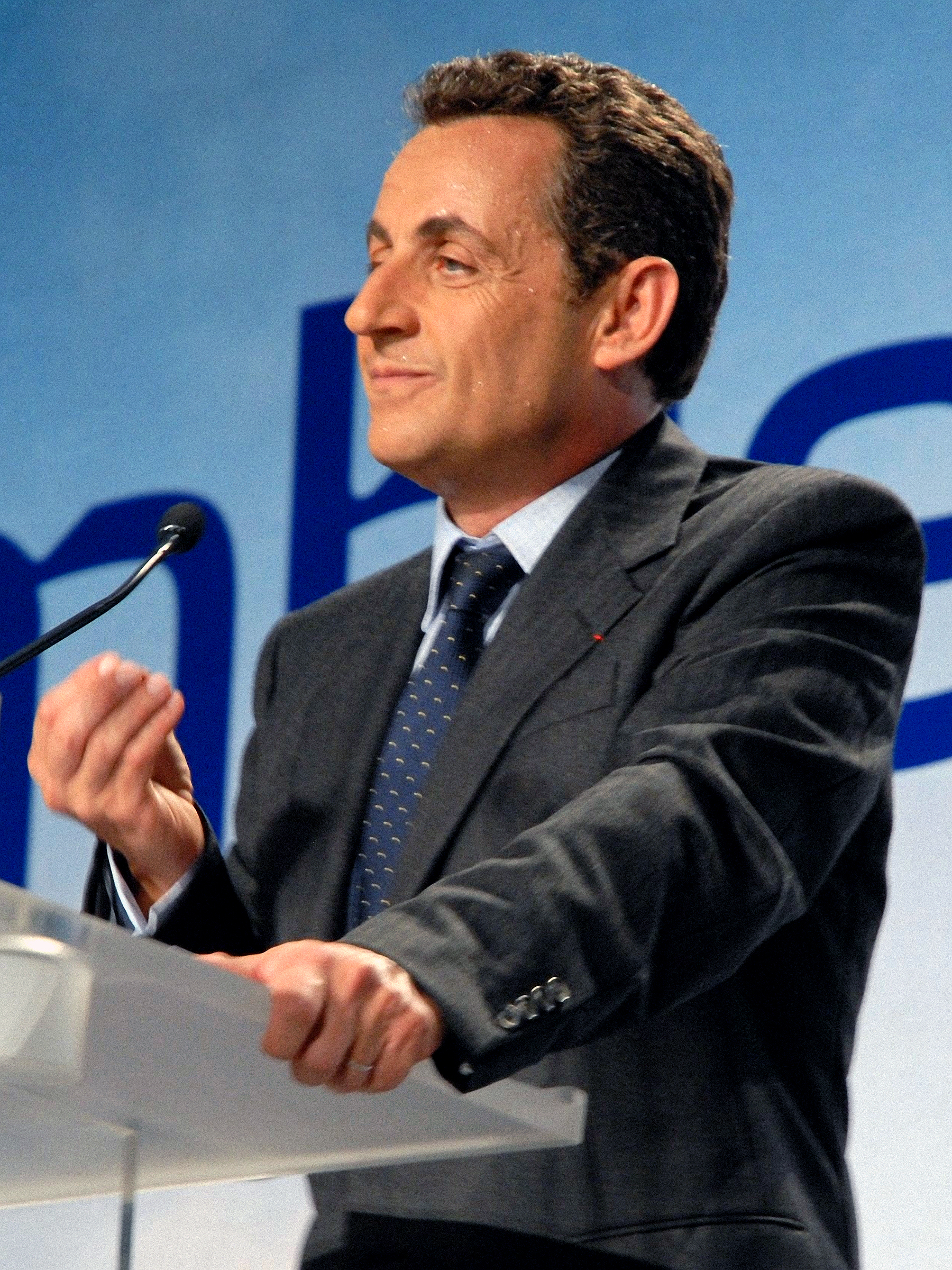
Николя Саркози, Союз за народное движение

### Результаты первого тура
Официальный список кандидатов был опубликован Конституционным советом 19 марта 2007 года. Доля набранных голосов в первом туре выборов 2007 года. Для кандидатов, участвовавших в предыдущих президентских выборах, указаны набранные голоса соответствующего года.
| Фото            | Кандидат        | Партия                                                                            | Пр.выб. 1974 | Пр.выб. 1981 | Пр.выб. 1988 | Пр.выб. 1995 | Пр.выб. 2002                              | Пр.выб. 2007 |
| --------------- | --------------- | --------------------------------------------------------------------------------- | ------------ | ------------ | ------------ | ------------ | ----------------------------------------- | ------------ |
| Николя Саркози  | Николя Саркози  | Союз за народное движение                                                         |              |              |              |              |                                           | 31,18 %      |
| Сеголен Руаяль  | Сеголен Руаяль  | Социалистическая партия                                                           |              |              |              |              |                                           | 25,87 %      |
| Франсуа Байру   | Франсуа Байру   | Союз за французскую демократию (UDF)                                              |              |              |              |              | 6,84 %                                    | 18,57 %      |
| Жан-Мари Ле Пен | Жан-Мари Ле Пен | Национальный фронт                                                                | 0,75 %       |              | 14,38 %      | 15,00 %      | 16,86 % (первый тур) 17,79 % (второй тур) | 10,44 %      |
| Оливье Безансно | Оливье Безансно | Революционная коммунистическая лига                                               |              |              |              |              | 4,25 %                                    | 4,08 %       |
| Филипп де Вилье | Филипп де Вилье | Движение за Францию                                                               |              |              |              | 4,74 %       |                                           | 2,23 %       |
| Мари-Жорж Бюффе | Мари-Жорж Бюффе | Левое народное и антилиберальное движение (при поддержке Коммунистической партии) |              |              |              |              |                                           | 1,93 %       |
| Доминик Вуане   | Доминик Вуане   | Зелёные                                                                           |              |              |              | 3,32 %       |                                           | 1,57 %       |
| Арлетт Лагийе   | Арлетт Лагийе   | Рабочая борьба                                                                    | 2,33 %       | 2,30 %       | 1,99 %       | 5,30 %       | 5,72 %                                    | 1,33 %       |
| Жозе Бове       | Жозе Бове       | Коллективная антилиберальная инициатива (CIUN)                                    |              |              |              |              |                                           | 1,32 %       |
| Фредерик Ниу    | Фредерик Ниу    | Охота, рыбалка, природа, традиции (CPNT)                                          |              |              |              |              |                                           | 1,15 %       |
| Жерар Шиварди   | Жерар Шиварди   | Партия трудящихся                                                                 |              |              |              |              |                                           | 0,34 %       |

Первый тур президентских выборов был отмечен исключительно высоким уровнем участия: проголосовали 83,78 % зарегистрированных избирателей. Это сравнимо с активностью избирателей в президентских выборах 1965 (84,8 %) и 1974 годов 84,23 %. В первом туре Николя Саркози и Сеголен Руаяль набрали больше голосов, чем Франсуа Байру (победивший в своём родном департаменте Пиренеи Атлантические) и Жан-Мари Ле Пен. Так как никто не получил абсолютного большинства голосов, второй тур выборов был назначен на воскресенье 6 мая с участием Сеголен Руаяль и Николя Саркози.
Франсуа Байру заявил, что во втором туре не будет поддерживать ни одного из кандидатов. Его ближайшие планы — создание новой Демократической партии на основе возглавляемого им Союза за французускую демократию.

### Анализ первого тура

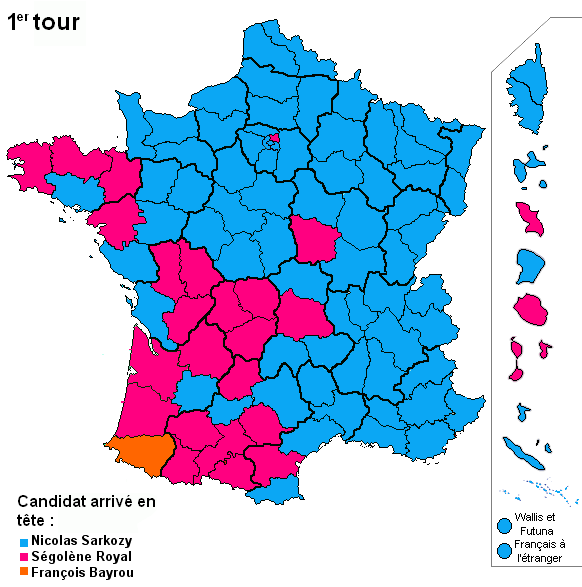
Результаты первого тура по департаментам Франции: синий — Николя Саркози, красный — Сеголен Руаяль, жёлтый — Франсуа Байру

Распределение голосов в первом туре

На национальном уровне Николя Саркози получил 31,18 %, а Сеголен Руаяль — 25,87 %, тогда как на выборах 2002 года Жак Ширак получил 19,88 %, а Лионель Жоспен — 16,8 %. Правый центрист Франсуа Байру утроил свой результат по сравнению с 2002 годом с 6,84 % до 18,57 %. Ультраправый кандидат Жан-Мари Ле Пен в этот раз получил лишь 10,44 % по сравнению с разгромными для социалистов 16,86 % на прошлых выборах 2002 года. Так как в марте-апреле Николя Саркози значительно сменил свою позицию на более правую, многие комментаторы считают, что он в результате переманил часть традиционных ультранационалистов от Ле Пена.. В целом левое крыло получило 36 %, центристы — 18,5 %, правое крыло — 33 % и ультраправые — 10,6 %.
Кроме 4 основных кандидатов, остальные участники президентской гонки получили лишь небольшое число голосов в противоположность предыдущим президентским выборам. Оливье Безансно (Революционная коммунистическая лига) получил менее 5 % голосов (4,11 %), что позволило бы ему получить государственную компенсацию за политическую кампанию. Традиционалист-аристократ Филипп де Вилье получил 2,24 %, коммунистка Мари-Жорж Бюффе — 1,94 (по сравнению с 3,37 %, которые получил Робер Ю в 2002, которые, кстати, тогда стоили ему его поста в Коммунистической партии). Кандидат зелёных (Доминик Вуане) получила лишь 1,57 % против 5,25 %, полученных в 2002 году Ноэлем Мамером. Существенно меньше получила также Арлетт Лагийе из Рабочей борьбы: только 1,34 вместо 5,72 % в 2002. Не участвовали в голосовании 15,4 % избирателей.
С общим участием 84,6 % избирателей выборы 2007 года достигли уровня участия, невиданного с 1965 года, когда активность избирателей была 84,6 %. Более того, большинство французских граждан отказались от протестного голосования, хотя лозунг левых «Любой, только не Саркози», возможно, добавил голосов Байру и Руаяль.
Однако поляризация политической сцены во время предвыборной кампании с голосованием «против Саркози» проявилась и с левого фланга. Многие традиционные про-левые избиратели в этот раз голосовали за Саркози, так как видели сильную оппозицию Руаяль даже в её собственной Социалистической партии. Например, бывший социалист Бернар Тапи, Макс Галло, поддерживавший в 2002 левого кандидата (Жан-Пьера Шевенмо), и Эрик Бессон в эти выборы предпочли поддержать Саркози.
С другой стороны, некоторые высказывания и взгляды Саркози в отношении законности и порядка, иммиграции и даже генетики отдалили от него его потенциальных сторонников,, которые в результате решили голосовать за Байру.
Центристы Социалистической партии Мишель Рокар и Бернар Кушнер призвали к альянсу с Байру. Такой тактический союз способен повлиять на результаты парламентских выборов в июне 2007 года, так как может определить судьбу парламентского большинства. Бывший министр-социалист Клод Аллегр высказался за такой альянс. Однако сама Руаяль подвергла решительной критике такую позицию Рокара. То же самое сделал и секретарь Социалистической партии Франсуа Олланд, муж Руаяль.

## Второй тур

Результаты второго тура по департаментам Франции: синий — Николя Саркози, красный — Сеголен Руаяль

Сразу после первого тура все левые кандидаты (кроме призвавшего бойкотировать выборы Шиварди) высказались в поддержку Сеголен Руаяль. Франсуа Байру вначале заявлял о том, что он не будет поддерживать ни одного из кандидатов, вышедших во второй тур. Однако, позже он заявил, что не будет голосовать за Саркози, что дало повод комментаторам говорить о скрытой поддержке Руаяль и даже об определённых его договорённостях с социалистами. Жан-Мари Ле Пен в своём заявлении 2 мая 2007 года призвал своих сторонников не голосовать ни за одного из кандидатов. Таким образом, из 10 кандидатов, не прошедших во второй тур, Саркози поддержал только Филипп де Вилье.
Второй тур прошёл 6 мая 2007 года, его результаты объявлены решением Конституционного совета Франции 10 мая. Участки для голосования открылись в 8:00 по местному времени. Голосование длилось 12 часов. Формально голосование должно было идти до 18 часов, однако поскольку местные власти продлили работу избирательных участков на 1-2 часа. Участвовало 83,97 % от зарегистрированных избирателей, в том числе явка граждан Франции за рубежом составила 42,13 % от зарегистрированных избирателей за рубежом.
Конституционный совет провозгласил «господина Николя Саркози президентом Французской республики начиная с истечения полномочий господина Жака Ширака, каковое, в силу статьи 6 Конституции, будет иметь место не позднее 24 часов 16 мая 2007 года».
Инаугурация Саркози состоялась в Елисейском дворце 16 мая днём.

## Окончательные результаты
| Кандидат                         | Кандидат                    | Субьект выдвижения                  | Первый тур | Первый тур | Второй тур | Второй тур |
| Кандидат                         | Кандидат                    | Субьект выдвижения                  | Голосов    | %          | Голосов    | %          |
| -------------------------------- | --------------------------- | ----------------------------------- | ---------- | ---------- | ---------- | ---------- |
|                                  | Николя Саркози              | Союз за народное движение           | 11 448 663 | 31,18      | 18 983 138 | 53,06      |
|                                  | Сеголен Руаяль              | Социалистическая партия             | 9 500 112  | 25,87      | 16 790 440 | 46,94      |
|                                  | Франсуа Байру               | Союз за французскую демократию      | 6 820 119  | 18,57      |            |            |
|                                  | Жан-Мари Ле Пен             | Национальный фронт                  | 3 834 530  | 10,44      |            |            |
|                                  | Оливье Безансно             | Революционная коммунистическая лига | 1 498 581  | 4,08       |            |            |
|                                  | Филипп де Вилье             | Движение за Францию                 | 818 407    | 2,23       |            |            |
|                                  | Мари-Жорж Бюффе             | Французская коммунистическая партия | 707 268    | 1,93       |            |            |
|                                  | Доминик Вуане               | Зелёные                             | 576 666    | 1,57       |            |            |
|                                  | Арлетт Лагийе               | Рабочая борьба                      | 487 857    | 1,33       |            |            |
|                                  | Жозе Бове                   | Независимый кандидат                | 483 008    | 1,32       |            |            |
|                                  | Фредерик Ниу                | Охота, рыбалка, природа, традиции   | 420 645    | 1,15       |            |            |
|                                  | Жерар Шиварди               | Партия трудящихся                   | 123 540    | 0,34       |            |            |
| Действительных бюллетеней        | Действительных бюллетеней   | Действительных бюллетеней           | 36 719 396 | 98,56      | 35 773 578 | 95,80      |
| Недействительных бюллетеней      | Недействительных бюллетеней | Недействительных бюллетеней         | 534 846    | 1,44       | 1 568 426  | 4,20       |
| Всего бюллетеней                 | Всего бюллетеней            | Всего бюллетеней                    | 37 254 242 | 100,00     | 37 342 004 | 100,00     |
| Явка избирателей                 | Явка избирателей            | Явка избирателей                    | 44 472 834 | 83,77      | 44 472 733 | 83,97      |
| Источник:Первый тур · Второй тур |                             |                                     |            |            |            |            |